# Shunichiro Okano
Shunichiro Okano (岡野 俊一郎 Okano Shunichiro?,  28 de agosto de 1931 en Tokio - 2 de febrero de 2017 en Tokio) fue un futbolista japonés que se desempeñaba como delantero.
En 1955, Okano jugó 2 veces para la selección de fútbol de Japón.

## Trayectoria

### Selección nacional
| Selección | País  | Año  |
| --------- | ----- | ---- |
| Absoluta  | Japón | 1955 |

## Estadística de equipo nacional
| Selección de Japón | Selección de Japón | Selección de Japón |
| Año                | Part.              | Goles              |
| ------------------ | ------------------ | ------------------ |
| 1955               | 2                  | 0                  |
| Total              | 2                  | 0                  |

## Palmarés

### Distinciones individuales
| Distinción                                      | Año  |
| ----------------------------------------------- | ---- |
| Inducido al Salón de la Fama del fútbol japonés | 2005 |